# Wittelsheim
Wittelsheim là một xã trong vùng Grand Est, thuộc tỉnh Haut-Rhin, quận Thann, tổng Cernay. Tọa độ địa lý của xã là 47° 48' vĩ độ bắc, 07° 14' kinh độ đông. Wittelsheim nằm trên độ cao trung bình là 266 mét trên mặt nước biển, có điểm thấp nhất là 239 mét và điểm cao nhất là 285 mét. Xã có diện tích 23,63 km², dân số vào thời điểm 1999 là 10.226 người; mật độ dân số là 432 người/km². Wittelsheim nằm phía tây-bắc của Mulhouse.

## Thông tin nhân khẩu
| 1962  | 1968   | 1975   | 1982   | 1990   | 1999   |
| ----- | ------ | ------ | ------ | ------ | ------ |
| 9.782 | 10.088 | 10.032 | 10.177 | 10.452 | 10.226 |